# Estadio Mbombela
El Estadio Mbombela (en inglés: Mbombela Stadium) es un estadio de fútbol en Mbombela (Sudáfrica),  construido con motivo de la disputa de la Copa Mundial de Fútbol de 2010. Se encuentra 6 km al oeste de Nelspruit, siendo la piedra angular de un proyecto de recinto deportivo con instalaciones de cricket y atletismo, así como otras disciplinas deportivas. La construcción comenzó en febrero de 2007 con fecha de terminación para octubre de 2009. Su nombre significa, literalmente, "muchas personas juntas en un lugar pequeño".

## Situación
El Estadio Mbombela se sitúa a unos 7 km del centro de Nelspruit, en la provincia de Mpumalanga, a 12 km del Aeropuerto Internacional Kruger-Mpumalanga.
En sus proximidades hay varios parques naturales, incluyendo el Parque Nacional Kruger, el coto de caza más grande del país. 

## Características

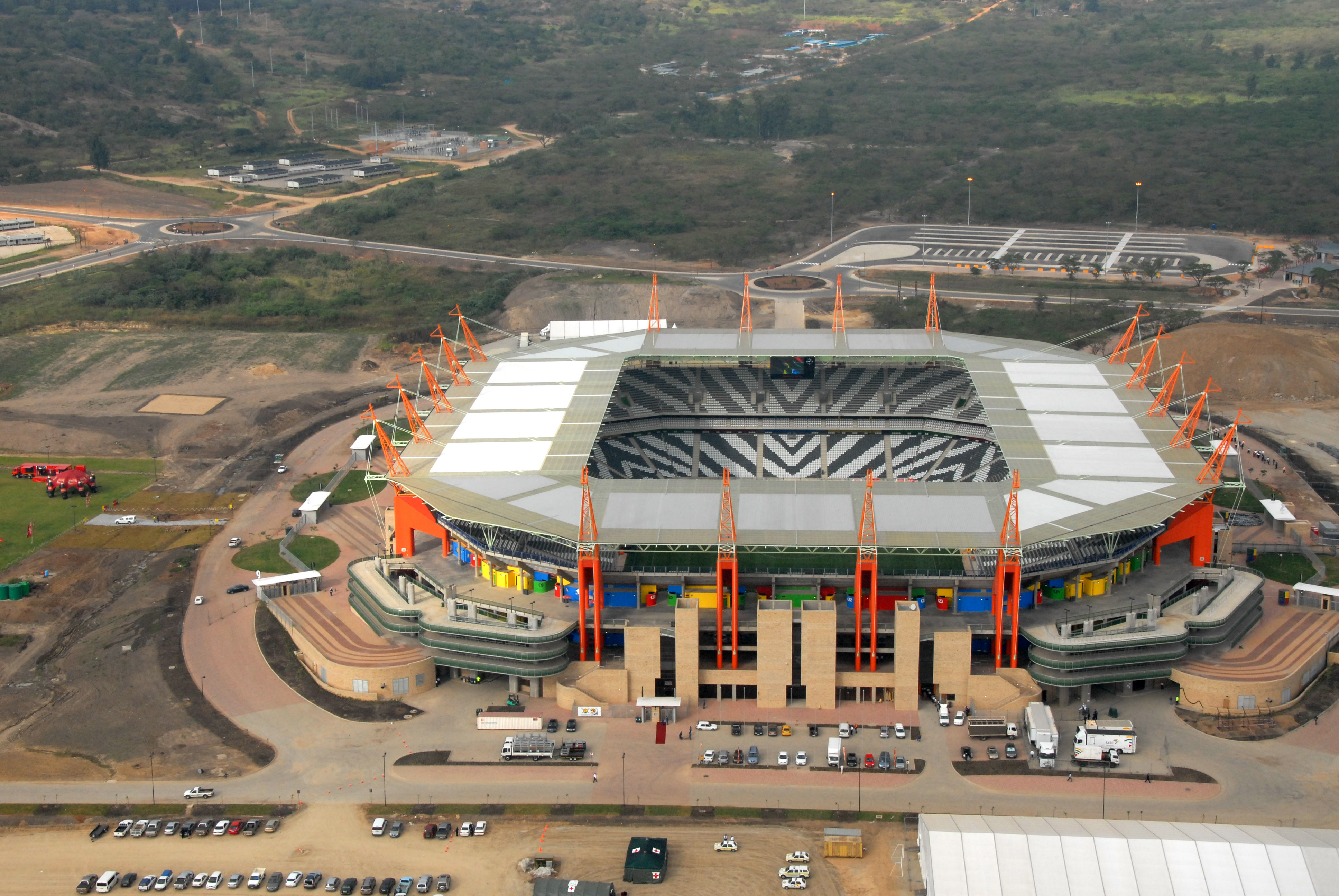
Vista aérea del estadio.

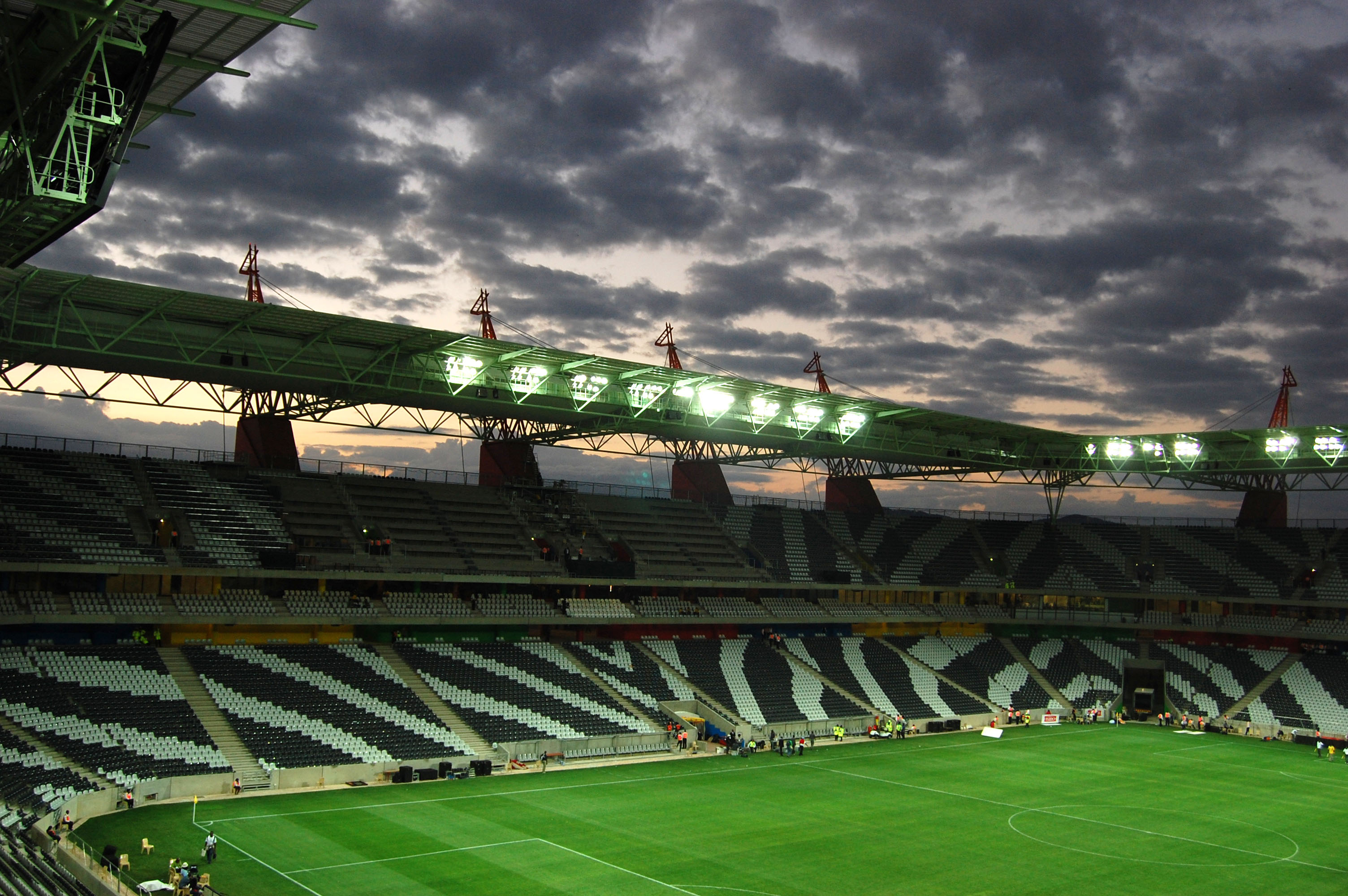
Vista interior del estadio

Este estadio supuso un importante impulso a las actividades deportivas de la provincia de Mpumalanga, que no disponía de ninguna instalación de categoría internacional. 
Mbombela Stadium está diseñado con una forma rectangular ligeramente curvada. De su diseño se encargó la compañía R&L Architects. Su característica principal son los 18 apoyos del techo que se asemejan a jirafas. El estadio está cerca del Parque Nacional Kruger, por lo que se consideró oportuno reflejar esta relación interinstitucional.
La grada está dividida en tres niveles, contando con aproximadamente 20 000 localidades el nivel inferior y el superior y unas 5000 el nivel medio.
El techo, de 1.450 Tm, abarca una superficie de 22 500 m², y cubrirá el 95% de las localidades. Es de un material transparente para facilitar la iluminación y flota (sujeto por los soportes-jirafa) sin anclaje a la parte superior del estadio, con un hueco de 6 m. para proporcionar ventilación.

## Copa Mundial de Fútbol 2010
Durante el Campeonato del Mundo, fue utilizado por la FIFA para encuentros de la primera fase. Posteriormente, el estadio será utilizado para partidos de fútbol y rugby y sus alrededores serán convertidos en un complejo deportivo.
Los encuentros disputados en Mbombela durante la Copa Mundial de Fútbol de 2010 fueron los siguientes:
| Fecha       | Fase    | Equipo          |                            | Resultado |                            | Equipo          | Espectadores                                                        |
| ----------- | ------- | --------------- | -------------------------- | --------- | -------------------------- | --------------- | ------------------------------------------------------------------- |
| 16 de junio | Grupo H | Honduras        | Bandera de Honduras        | 0 - 1     | Bandera de Chile           | Chile           | 32 664 Reporte Archivado el 19 de junio de 2010 en Wayback Machine. |
| 20 de junio | Grupo F | Italia          | Bandera de Italia          | 1 - 1     | Bandera de Nueva Zelanda   | Nueva Zelanda   | 38 229 Reporte Archivado el 25 de junio de 2010 en Wayback Machine. |
| 23 de junio | Grupo D | Australia       | Bandera de Australia       | 2 - 1     | Bandera de Serbia          | Serbia          | 37 836 Reporte Archivado el 26 de junio de 2010 en Wayback Machine. |
| 25 de junio | Grupo G | Corea del Norte | Bandera de Corea del Norte | 0 - 3     | Bandera de Costa de Marfil | Costa de Marfil | 34 763 Reporte Archivado el 28 de junio de 2010 en Wayback Machine. |

## Copa Africana de Naciones de 2013
Los encuentros de la Copa Africana de Naciones de 2013 disputados en el estadio fueron los siguientes:
| Fecha        | Fase             | Equipo       |                         | Resultado      |                         | Equipo       | Espectadores |
| ------------ | ---------------- | ------------ | ----------------------- | -------------- | ----------------------- | ------------ | ------------ |
| 21 de enero  | Primera Fase     | Zambia       | Bandera de Zambia       | 1 - 1          | Bandera de Etiopía      | Etiopía      | 40 929       |
| 21 de enero  | Primera Fase     | Nigeria      | Bandera de Nigeria      | 1 - 1          | Bandera de Burkina Faso | Burkina Faso | 40 929       |
| 25 de enero  | Primera Fase     | Zambia       | Bandera de Zambia       | 1 - 1          | Bandera de Nigeria      | Nigeria      | 40 929       |
| 25 de enero  | Primera Fase     | Burkina Faso | Bandera de Burkina Faso | 4 - 0          | Bandera de Etiopía      | Etiopía      | 40 929       |
| 29 de enero  | Primera Fase     | Burkina Faso | Bandera de Burkina Faso | 0 - 0          | Bandera de Zambia       | Zambia       | 40 929       |
| 30 de enero  | Primera Fase     | Togo         | Bandera de Togo         | 1 - 1          | Bandera de Túnez        | Túnez        | 40 929       |
| 3 de febrero | Cuartos de final | Burkina Faso | Bandera de Burkina Faso | 1 - 0          | Bandera de Togo         | Togo         | 40 929       |
| 6 de febrero | Semifinal        | Burkina Faso | Bandera de Burkina Faso | 1 - 1(3:2 pen) | Bandera de Ghana        | Ghana        | 40 929       |